# Anomalotinea fulvescentella
Anomalotinea fulvescentella är en fjärilsart som beskrevs av Lucas 1956. Anomalotinea fulvescentella ingår i släktet Anomalotinea och familjen äkta malar. Inga underarter finns listade i Catalogue of Life.